# Mazhar
O mazhar (em árabe: مظهر; plural mazāhar, مظاهر) é um tamborim grande e pesado usado na música árabe. A moldura do mazhar é geralmente elaborada com madeira. Os chocalhos de bronze do instrumento são muito grandes (4-5 polegadas / 10–13 cm no diâmetro).  É tocado com uma técnica de vibração que lhe confere um som rouco. Sua única divisão é consideravelmente mais grossa do que a do riq, seu primo menor.
O percussionista egípcio Hossam Ramzy é um intérprete notável do mazhar.